# Balderich
Balderich (latinsky Bald[e]ricus) byl furlanský markrabí od roku 819, kdy nastoupil po svém předchůdci Kadolahovi, do roku 828, kdy byl franským císařem Ludvíkem Pobožným ze svého úřadu odvolán. Byl posledním vévodou furlanské marky před jejím rozdělením.
V roce 815 vytáhl jako papežský legát s armádou složenou ze Sasů a Obodritů na ostrov Sjælland, aby obnovil vládu sesazeného dánského krále Haralda Klaka. Již jako správce furlanské marky pokračoval v Kadolahem zahájené válečné kampani proti knížeti Slovanů v Dolní Panonii Ljudevítovi a podařilo se mu Ljudevíta z území marky vytlačit.
V roce 826 pomáhal benátskému presbyterovi Georgiovi dopravit na císařský dvůr do Cách hydraulické varhany.

## Válka s Bulhary
Císař Ludvík vyslal v roce 825 do Korutan k Balderichovi a prefektovi bavorské Východní marky Geroldovi svého falckrabího Bertrika s  poselstvím, aby oba „strážcové avarské hranice“ — Annales Regni Francorum   prověřili situaci na hranicích Franské říše v Panonii, na kterou vytvářel tlak bulharský chán Omurtag, snažící se ovládnout Karpatskou kotlinu. Protože u Bulharů nepostřehli žádné vojenské přípravy, oznámili Ludvíkovi na říšském sněmu konaném v květnu 826 v Ingelheimu, že je v pohraničí klid. Příští rok ovšem Bulhaři podnikli velkou výpravu na lodích proti proudu Drávy, systematicky pustošili na jejím severním břehu území zde sídlících Slovanů, sesazovali jejich knížata, která dosud uznávala franský vliv, a  dosazovali své správce. Jako reakci na Balderichovu neschopnost vést efektivní obranu franského pohraničí, císař Ludvík v roce 828 Baldericha sesadil a jeho marku rozdělil na čtyři hrabství. Ta byla opět sjednocena do jedné marky až v roce 846 již jako součást Středofranské říše.